# Amphilimna
Amphilimna is een geslacht van slangsterren uit de familie Amphiuridae.

## Soorten
- Amphilimna cribriformis A.M. Clark, 1974
- Amphilimna granulosa Liao, 1989
- Amphilimna mirabilis (H.L. Clark, 1941)
- Amphilimna multispina Koehler, 1922
- Amphilimna nike (Schoener, 1967)
- Amphilimna olivacea (Lyman, 1869)
- Amphilimna polyacantha Liao, 1983
- Amphilimna sinica Liao, 1989
- Amphilimna tanyodes Devaney, 1974
- Amphilimna transacta (Koehler, 1930)
- Amphilimna valida (Clark, 1939)